# Sainte-Geneviève (Meurthe-et-Moselle)
Sainte-Geneviève é uma comuna francesa na região administrativa de Grande Leste, no departamento de Meurthe-et-Moselle. Estende-se por uma área de 7,14 km². Em 2010 a comuna tinha 190 habitantes (densidade: 26,6 hab./km²).